# You? Me? Us?
You? Me? Us? je deváté sólové studiové album anglického kytaristy a zpěváka Richarda Thompsona. Vydalo jej v dubnu roku 1994 hudební vydavatelství Capitol Records. Produkovali jej Mitchell Froom a Tchad Blake. Jde o Thompsonovo druhé album, které bylo nominováno na cenu Grammy. Nahráno bylo v únoru roku 1996 v losangeleském studiu The Sound Factory a je rozděleno do dvou disků: první je nazvaný Voltage Enhanced a obsahuje písně nahrané za doprovodu elektrické skupiny, druhé Nude je kompletně akustické a Thompsona zde doprovází pouze houslista a kontrabasista. Thompson původně plánoval, že udělá od každé písně dvě verze: akustickou a elektrickou, ale kvůli namáhavosti nebyla tato představa realizována.

## Seznam skladeb
Autorem všech skladeb je Richard Thompson.
| Disk 1: Voltage Enhanced | Disk 1: Voltage Enhanced     | Disk 1: Voltage Enhanced |
| Pořadí                   | Název                        | Délka                    |
| ------------------------ | ---------------------------- | ------------------------ |
| 1.                       | Razor Dance                  | 2:39                     |
| 2.                       | She Steers By Lightning      | 2:21                     |
| 3.                       | Dark Hand Over My Heart      | 3:55                     |
| 4.                       | Hide It Away                 | 4:21                     |
| 5.                       | Put It There Pal             | 6:16                     |
| 6.                       | Business on You              | 2:48                     |
| 7.                       | No's Not a Word              | 4:25                     |
| 8.                       | Am I Wasting My Love on You? | 2:56                     |
| 9.                       | Bank Vault in Heaven         | 4:35                     |
| 10.                      | The Ghost of You Walks       | 3:39                     |

| Disk 2: Nude | Disk 2: Nude                            | Disk 2: Nude |
| Pořadí       | Název                                   | Délka        |
| ------------ | --------------------------------------- | ------------ |
| 1.           | Baby Don't Know What to Do with Herself | 3:30         |
| 2.           | She Cut Off Her Long Silken Hair        | 5:00         |
| 3.           | Hide It Away                            | 4:31         |
| 4.           | Burns Supper                            | 3:48         |
| 5.           | Train Don't Leave                       | 2:18         |
| 6.           | Cold Kisses                             | 4:24         |
| 7.           | Sam Jones                               | 3:55         |
| 8.           | Razor Dance                             | 2:26         |
| 9.           | Woods of Darney                         | 5:43         |

## Obsazení
- Richard Thompson – zpěv, kytara, mandolína, niněra
- Mitchell Froom – klávesy
- Tchad Blake – kytara
- Simon Nicol – kytara
- Jerry Scheff – baskytara
- Pete Thomas – bicí
- Jim Keltner – bicí
- Christine Collister – doprovodné vokály
- Teddy Thompson – doprovodné vokály
- Danny Thompson – kontrabas
- Suzie Katayama – violoncello
- Sid Page – housle